# Пыльцеголовник красный
Пыльцеголовник красный (лат. Cephalanthera rubra) — вид многолетних растений семейства Орхидные, который встречается в Европе.

## Ареал
Данный вид встречается в следующих европейских странах:
- Северная Европа: Дания, Финляндия, Норвегия;
- Центральная Европа: Австрия, Бельгия, Чехия, Словакия, Германия, Венгрия, Польша, Швейцария;
- Юго-Восточная Европа: Албания, Болгария, страны бывшей Югославии, Италия, Румыния;
- Юго-Западная Европа: Франция, Португалия

В России область распространения разделена на две части: одна находится в центре европейской части (Тамбовская, Брянская, Тульская, Калужская, Смоленская, Нижегородская области и Мордовия), другая — на Северном Кавказе.
Также встречается на Полесье и в Поволжье, внесен в ботанический атлас растений Ленинградской области.

## Описание

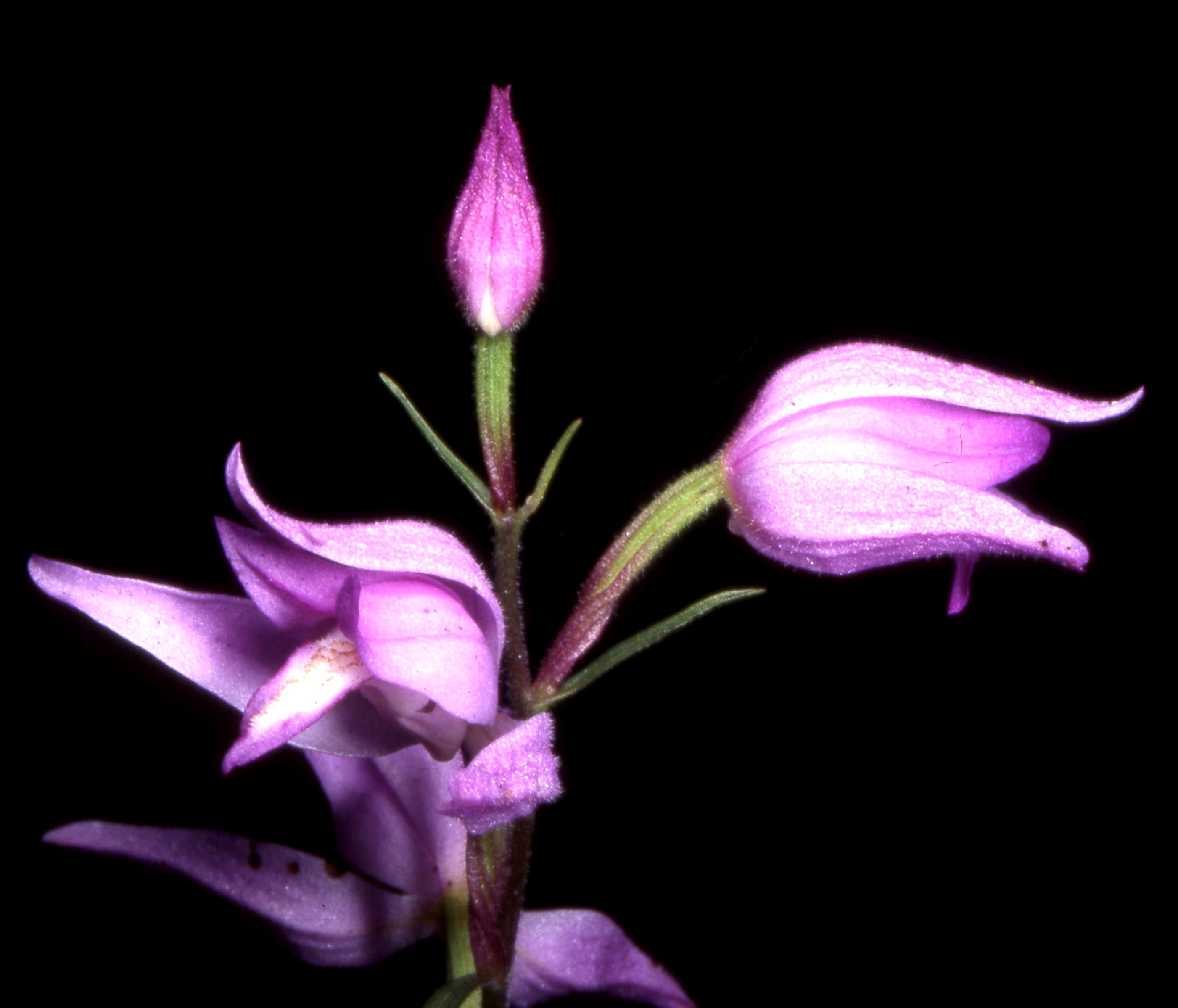
Цветок

Стебли высотой 10-60 см, опушённые в верхней части с 3-6 ланцетными листьями с острыми кончиками на каждом. Соцветия рыхлые, цветки от розово-фиолетовых до красных. Цветут с июня по июль, семена — мелкие и многочисленные. Корневища округлые, часто растут почти вертикально.
Цветы обладают удобной для посещения насекомых площадкой. Поллинии расположены прямо над нектарником. Осы часто посещают цветы для подкрепления сил. Нектар пыльцеголовника содержит смесь этанола и наркотических веществ — опьянённое насекомое меньше обращает внимания на прилипшую пыльцу. Часто осы пьянеют настолько, что не могут взлететь.
Средой обитания являются освещённые склоны в лесах на известковых почвах.

## Примечания

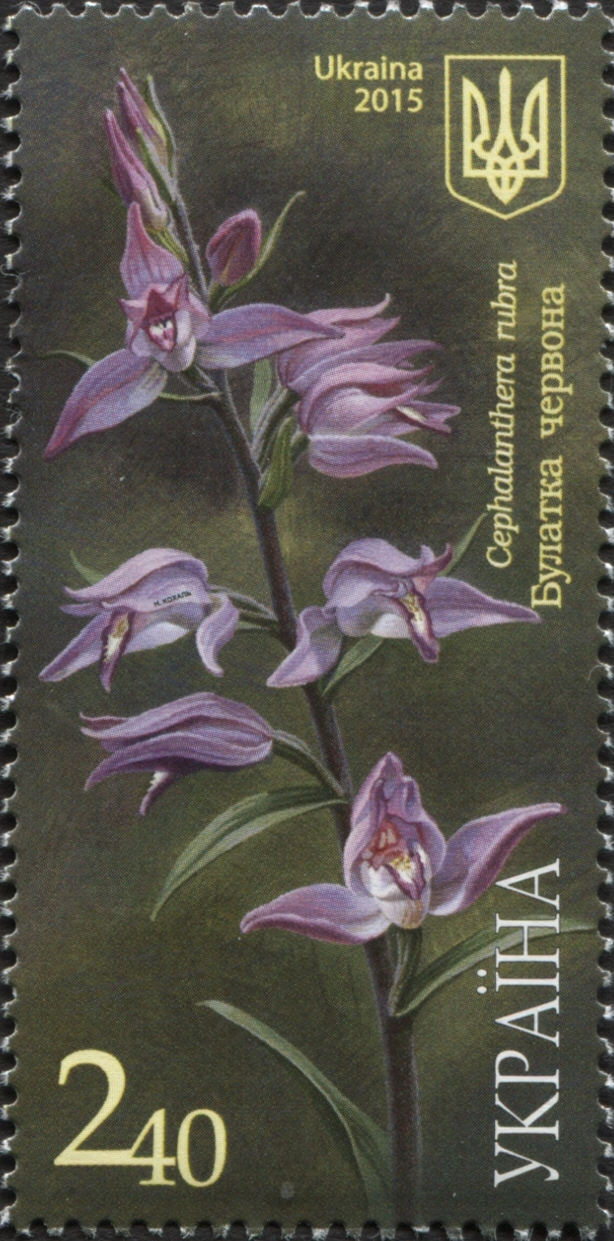
Почтовая марка Украины, 2015 год

## Мониторинг (охрана видов)
Охрана C. rubra предполагает сохранение специфических лесных биотопов для этого вида. При наблюдении регистрируют количество побегов (вегетативных и генеративных), площадь листьев и количество плодов на данном участке. Рекомендуется собирать метрологические данные (сумма осадков и температура воздуха), а также данные о затенении, растительности на участке, наличии поблизости колокольчиков (Campanula sp.) и количестве валежной древесины.